# ديزموند هاريسون
ديزموند هاريسون (بالإنجليزية: Desmond Harrison)‏ هو لاعب كرة قدم أمريكية أمريكي، ولد في 8 أكتوبر 1993 في هيوستن في الولايات المتحدة.